# Juliomys rimofrons
Juliomys rimofrons (Oliveira & Bonvicino, 2002) è un roditore della famiglia dei Cricetidi endemico del Brasile.

## Descrizione

### Dimensioni
Roditore di piccole dimensioni, con la lunghezza della testa e del corpo tra 75 e 93 mm, la lunghezza della coda tra 99 e 121 mm, la lunghezza del piede tra 20 e 22 mm, la lunghezza delle orecchie tra 15 e 18 mm e un peso fino a 23 g.

### Aspetto
La pelliccia è lunga e soffice. Le parti dorsali sono brunastre scure, con dei riflessi arancioni scuri sulla groppa, mentre le parti ventrali sono marroni chiari, spesso con la base dei peli grigi. Sono presenti degli anelli più scuri intorno agli occhi.  La coda è più lunga della testa e del corpo, scura sopra, biancastra sotto, con una distinta striscia longitudinale di peli nerastri che si estende inferiormente fino a terminare in un piccolo ciuffo di peli scuri e biancastri all'estremità. Il cariotipo è 2n=20 FN=34.

## Biologia

### Comportamento
È una specie arboricola, sebbene sia stata frequentemente catturata al suolo.

## Distribuzione e habitat
Questa specie è conosciuta soltanto in tre località situate lungo i confini tra gli stati brasiliani meridionali di San Paolo, Rio de Janeiro e Minas Gerais.
Vive nelle foreste di Araucaria e in macchie erbose.

## Conservazione
La IUCN Red List, considerato che è nota soltanto attraverso tre differenti popolazioni e nonostante siano protette è presente una crescente minaccia dovuta agli effetti dell'isolamento e alla sua rarità, classifica J.rimofrons come specie vulnerabile (VU).